# Intercontinental Rally Challenge in 2009
De Intercontinental Rally Challenge in 2009 was de vierde jaargang van de Intercontinental Rally Challenge.  